# Stensjön (Alfta socken, Hälsingland, 677434-150041)
Stensjön är en sjö i Ovanåkers kommun i Hälsingland och ingår i Dalälvens huvudavrinningsområde. Sjön har en area på 0,223 kvadratkilometer och ligger 333,1 meter över havet. Sjön avvattnas av vattendraget Glitterån.

## Delavrinningsområde
Stensjön ingår i det delavrinningsområde (677500-150072) som SMHI kallar för Inloppet i Stora Glittern. Medelhöjden är 357 meter över havet och ytan är 7,55 kvadratkilometer. Det finns inga avrinningsområden uppströms utan avrinningsområdet är högsta punkten. Glitterån som avvattnar avrinningsområdet har biflödesordning 4, vilket innebär att vattnet flödar genom totalt 4 vattendrag innan det når havet efter 299 kilometer. Avrinningsområdet består mestadels av skog (93 procent). Avrinningsområdet har 0,36 kvadratkilometer vattenytor vilket ger det en sjöprocent på 4,8 procent.